# Biología de Aristóteles

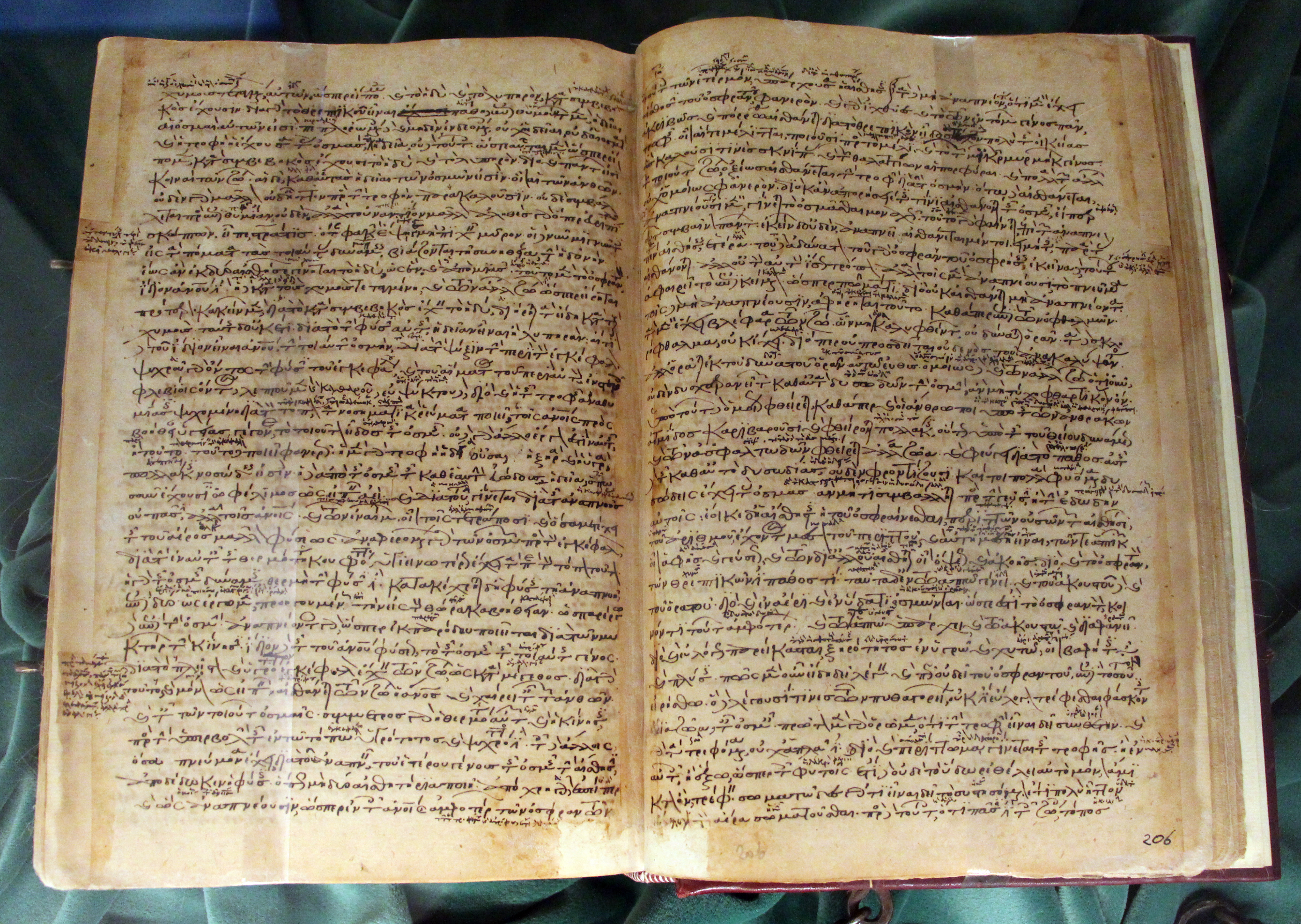
Historia animalium, uno de los libros de Aristóteles sobre biología. Manuscrito del.

La biología de Aristóteles es la teoría de la biología, basada en la observación sistemática y la recopilación de datos —principalmente zoológicos—, incorporada en los libros de Aristóteles sobre la ciencia. 
Nacido en una familia de médicos, iniciadores del método científico en Grecia, Aristóteles subraya la proximidad de la medicina con la filosofía de la naturaleza. Muchas de sus observaciones fueron hechas durante su estancia en la isla de Lesbos, incluyendo especialmente sus descripciones de la biología marina de la laguna Pirra, ahora el Golfo de Kalloni. Su teoría se basa en su concepto de forma, que se deriva de la teoría de las formas de Platón. Fomentó el estudio de esta ciencia escribiendo que "en todas las cosas de la naturaleza hay algo maravilloso".
Aristóteles trató sistemáticamente campos como la botánica, zoología, anatomía, embriología, teratología y fisiología. Su método se parecía al estilo de ciencia utilizado por los biólogos modernos al explorar una nueva área, con la recopilación sistemática de datos, el descubrimiento de patrones y la inferencia de posibles explicaciones causales a partir de estos. No realizó experimentos en el sentido moderno, sino que hizo observaciones de animales vivos y realizó disecciones. Aristóteles fue un gran observador, estudioso y considerado padre de la biología, describió más de 500 «vivientes» y diseccionó más de 50 especies. Justificó su estudio del reino animal afirmando que hasta las inferiores tienen algo admirable. El filósofo recopiló ese material gracias a escritos médicos hipocráticos e información de pescadores, pastores, cazadores, apicultores... El mismo biólogo Charles Darwin remarcó que sus "dos dioses", Linneo y Cuvier, eran "simples niños" comparados con el viejo Aristóteles.
Los escritos de Aristóteles sobre biología, los primeros en la historia de la ciencia, se encuentran dispersos en varios libros, formando aproximadamente una cuarta parte de sus escritos que han sobrevivido. Los principales textos de biología fueron Historia de los animales, Generación de los animales, Movimiento de los animales, Progresión de los animales, Las partes de los animales y Acerca del alma. Además de estas obras, se encuentra la Parva Naturalia, un grupo de siete obras de contenido biológico y psicológico.
Además de su alumno, Teofrasto, quien escribió una Historia de las plantas, no se realizó ninguna investigación de alcance comparable en la antigua Grecia, aunque la medicina helenística en Egipto continuó la investigación de Aristóteles sobre los mecanismos del cuerpo humano. La biología de Aristóteles influyó en el mundo islámico medieval. La traducción de versiones y comentarios árabes al latín devolvió el conocimiento de Aristóteles a Europa occidental, pero el único trabajo biológico ampliamente enseñado en las universidades medievales fue Acerca del alma. La asociación de su trabajo con la escolástica medieval, así como los errores en sus teorías, causaron el rechazo de Aristóteles en científicos modernos como Galileo, Descartes y William Harvey. La crítica de sus errores continuaron durante siglos. No obstante, algunas de sus observaciones en biología marina se han encontrado en los tiempos modernos como ciertas.

## Contexto

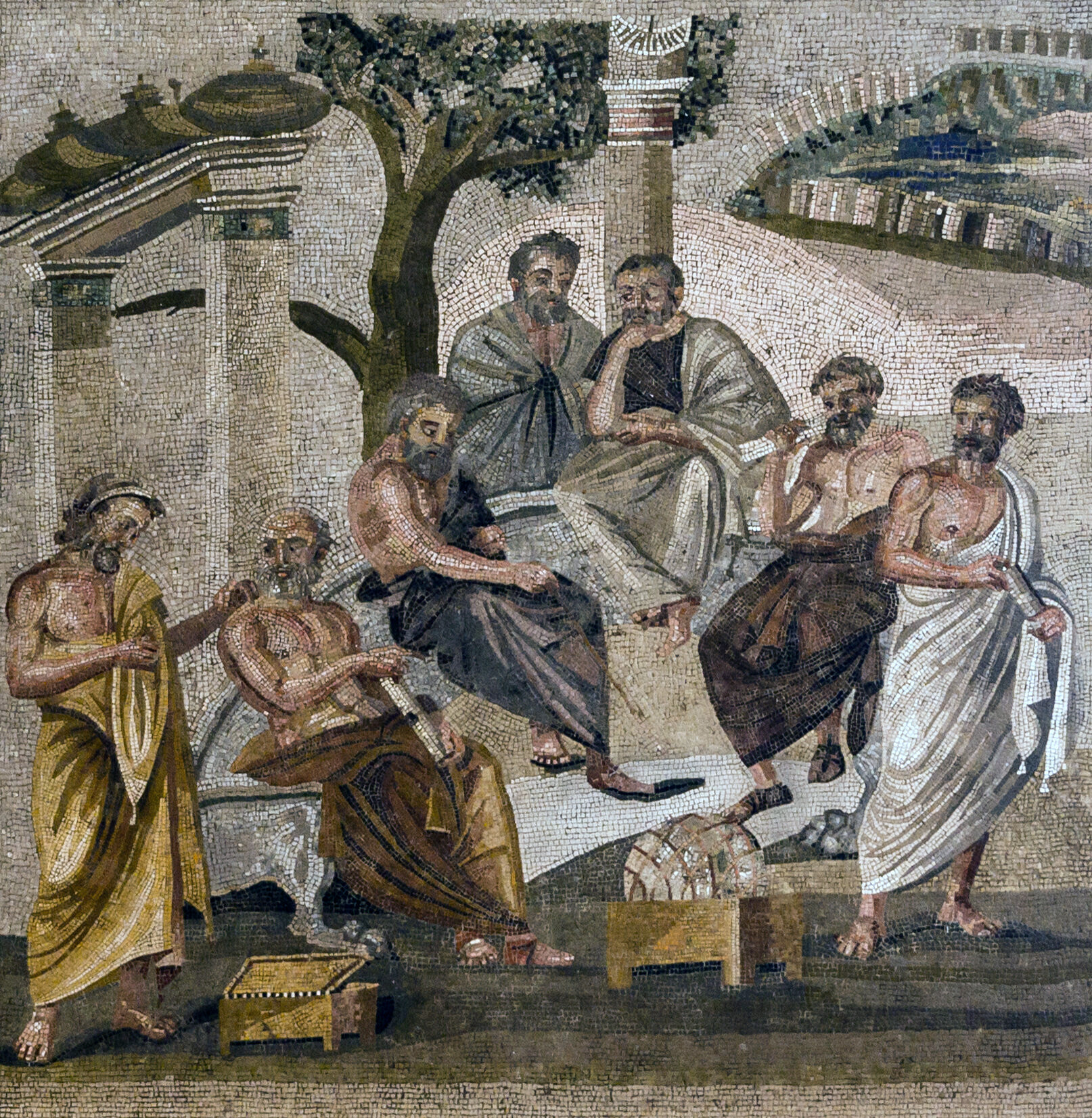
Aristóteles pasó unos 20 años en la Academia de Platón en Atenas.

La biología de Aristóteles se construye sobre la base de su teoría de la forma, que se deriva de la teoría de las formas de Platón, pero significativamente diferente de ella. Las formas de Platón eran eternas y fijas, siendo "planos en la mente de Dios". Las cosas reales en el mundo podrían, en opinión de Platón, en el mejor de los casos ser aproximaciones a estas formas perfectas. Aristóteles escuchó la opinión de Platón y la desarrolló en un conjunto de tres conceptos biológicos. Él usa la misma palabra griega, εἶδος (eidos), para referirse en primer lugar al conjunto de características visibles que caracterizan de manera única a un tipo de animal. Aristóteles usó la palabra γένος (génos) para referirse a un tipo. Por ejemplo, el tipo de animal llamado pájaro tiene plumas, un pico, alas, un huevo de cáscara dura y sangre tibia.
Aristóteles señaló además que hay muchas formas de aves dentro del tipo de aves: grullas, águilas, cuervos, avutardas, gorriones, etc., así como hay muchas formas de peces dentro del tipo de peces. A veces los llamó atoma eidē, formas indivisibles. El ser humano es una de estas formas indivisibles: Sócrates y el resto de nosotros somos diferentes individualmente, pero todos tenemos forma humana.
Finalmente, Aristóteles observó que el niño no toma cualquier forma, sino que se lo dan las semillas de los padres, que se combinan. Estas semillas contienen, por lo tanto, forma o, en términos modernos, información. Aristóteles deja en claro que a veces tiene la intención de este tercer sentido al dar la analogía de un tallado en madera. Toma su forma de la madera (su causa material); las herramientas y la técnica de talla utilizadas para hacerlo (su causa eficiente); y el diseño establecido para ello (sus eidos o información incrustada). Aristóteles enfatiza aún más la naturaleza informativa de la forma argumentando que un cuerpo está compuesto de elementos como la tierra y el fuego, así como una palabra está compuesta de letras en un orden específico (ab y ba tiene las mismas letras, causa material, pero un distinto orden, causa formal).

## Teleologismo
Aristóteles continuó la tradición socrática de criticar a los científicos naturales, que como Demócrito, buscaban (como en la ciencia moderna) explicar todo en términos de materia y movimiento azaroso. Fue muy influyente en el desarrollo futuro del creacionismo clásico, pero no fue un «creacionista» directo porque no requirió ninguna intervención de la creación en la naturaleza, lo que significa que «aisló a dios de cualquier requerimiento de intervenir en la naturaleza, ya sea como creador o como administrador». En lugar de la intervención directa de un creador, es «apenas una exageración decir que para Aristóteles todo el funcionamiento del mundo natural, así como también de los cielos, debe entenderse como un esfuerzo compartido hacia una realidad divina». Y mientras que el mito en el Timeo sugiere que todos los seres vivos están basados en un único paradigma, no uno para cada especie, e incluso cuenta una historia de «devolución» en la que otros seres vivientes se desenvolvieron desde los humanos, fue Aristóteles quien presentó la influyente idea de que cada tipo de ser vivo normal debía basarse en un paradigma o forma fijos para esa especie.
Aristóteles sentía que la biología era un ejemplo particularmente importante de un campo donde las ciencias naturales materialistas ignoraban la información que se necesitaba para entender bien a los seres vivos. Por ejemplo, las aves usan las alas para el vuelo; por ello la explicación más completa con respecto a lo natural, así como a lo artificial, sería en su mayor parte teleológica. De hecho, las propuestas de que las especies han cambiado por casualidad sobreviviendo el más apto, similar a lo que ahora se llama «selección natural», ya eran conocidas por Aristóteles y las rechazaba con la misma lógica. Reconoció que las monstruosidades (nuevas formas de vida) podrían surgir por casualidad, pero no estaba de acuerdo con aquellos que atribuían todo lo natural a la casualidad porque creía que la ciencia solo puede proporcionar una descripción general de lo que es normal, «siempre, o en su mayor parte». La distinción entre lo que es normal, o por naturaleza, y lo que es "accidental", o no por naturaleza, es importante en la comprensión de Aristóteles de la naturaleza. Como señala Sedley, «Aristóteles se complace en decir (Física II 8, 199a33-b4) sin el menor temor a la blasfemia, los oficios cometen errores ocasionales; por lo tanto, por analogía, también la naturaleza».
Según Aristóteles, los cambios que suceden por naturaleza son causados por sus «causas formales». Por ejemplo, en el caso de las alas de un ave, también existe una causa final que es el propósito de volar. Comparó explícitamente esto con la tecnología humana:

Si entonces lo que viene del arte es por el bien de algo, está claro que lo que proviene de la naturaleza también [...] Esto está claro sobre todo en los otros animales, que no hacen nada por arte, investigación o deliberación; por lo que algunas personas están completamente perdidas, ya sea por inteligencia o de alguna otra manera que las arañas, las hormigas y esas cosas funcionan. [...] Es absurdo pensar que una cosa no sucede por el bien de una cosa si no vemos qué es lo que la pone en movimiento deliberando. [...] Esto es más claro cuando alguien practica la medicina por sí mismo; porque la naturaleza es así.
If then what comes from art is for the sake of something, it is clear that what come from nature is too [...] This is clear most of all in the other animals, which do nothing by art, inquiry, or deliberation; for which reason some people are completely at a loss whether it is by intelligence or in some other way that spiders, ants, and such things work. [...] It is absurd to think that a thing does not happen for the sake of something if we do not see what sets it in motion deliberating. [...] This is most clear when someone practices medicine himself on himself; for nature is like that.
Física (II 8.37), Aristóteles

## Teoría del alma

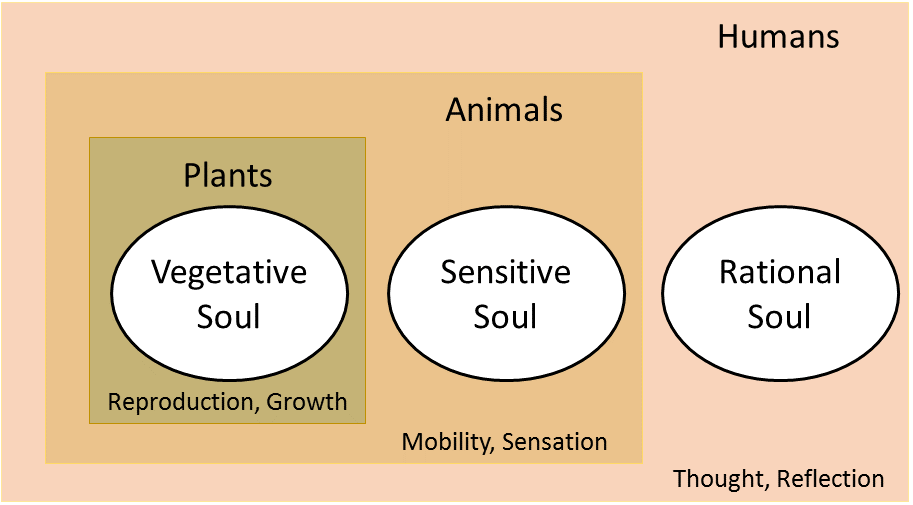
Diagrama de las almas de Aristóteles.

Aristóteles fue un gran observador, estudioso y considerado por algunos como padre de la biología, describió más de 500 «vivientes». Justificó su estudio del reino animal afirmando que hasta las inferiores tienen algo admirable. El filósofo recopiló ese material gracias a escritos médicos hipocráticos e información de pescadores, pastores, cazadores, apicultores. Describió a los delfines, su anatomía, comportamiento, resaltó su naturaleza social, su inteligencia, su respiración pulmonar, su reproducción placentaria y con lactancia, comparándola con los cuadrúpedos y con el mismo hombre.
Abordó el tema del alma como biólogo, porque consideraba al alma el principio vital. Consideraba que todos los seres vivos por su capacidad de desarrollarse y repararse a sí mismos tenían alma, ya que veía al alma como el proceso y al cuerpo como la materia (por lo que el alma no se separa del cuerpo). El alma es la causa de la vida y es la fuerza que actualiza la potencia del cuerpo. Aristóteles llama su alma a aquello que confiere sustancialidad a una planta o animal, también la veía como el proceso de un ser vivo de autoorganización totalmente natural. El alma es la forma y causa final del cuerpo, y hay tres tipos de alma:
- El alma vegetativa (propia de vegetales): nutrición y reproducción.
- El alma sensitiva (propia de animales): percepción, movimiento y deseo.
- El alma racional (propia de humanos): razonamiento.

Dependiendo del número de almas de cada ser, Aristóteles diferencia a las plantas de los animales, y de las bestias a los humanos. Las plantas solo poseen la vegetal, los animales la vegetal y la sensitiva; y el hombre tiene todas ellas. Según Aristóteles, la unión del alma con el cuerpo es también beneficiosa para el alma, porque solo así cumple sus funciones. Alma y cuerpo no son dos sustancias distintas, sino que son dos componentes de una única sustancia. Por definición, entonces, Aristóteles no podrá sostener que el alma es inmortal, pero sí que hay una parte del alma que sobrevive a la muerte (el intelecto). Pero mente o espíritu la es algo distinto y superior que posee la función del pensamiento y no tiene relación con el cuerpo ni con los sentidos. De aquí se deduce que el espíritu puede ser inmortal.

## Scala naturae y especies fijas
Aristóteles hizo en la Historia de los animales una escala jerárquica natural de los seres acorde con sus características y elementos (Gran cadena de ser): la forma sin materia está en un extremo y la materia sin forma está en el otro extremo. El paso de la materia a la forma debe mostrarse en sus diversas etapas en el mundo de la naturaleza. Lo que es más alto en la escala tiene más valor, porque el principio de la forma está más avanzado en el.
Desde Aristóteles, "las especies han sido ejemplos paradigmáticos de géneros naturales con esencias". En este sentido las especies en esta escala están fijadas por una esencia eterna. Pero esta conclusión debe leerse en el contexto del problema de los universales. Ludwig Edelstein argumenta que Aristóteles no declara explícitamente "si cree o no en la eternidad de la raza humana". Arthur Platt comentó acerca de los puntos de vista de Aristóteles sobre la evolución en su traducción de la Generación de los animales que él "no tuvo objeción alguna al desarrollo gradual del hombre a partir de algún organismo inferior, pero también que sabiamente mantuvo una actitud de absoluto agnosticismo sobre la cuestión".

"Así, después de las cosas sin vida, en la escala ascendente viene la planta, y de las plantas, una diferirá de la otra en cuanto a su cantidad de vitalidad aparente; y, en una palabra, todo el género de plantas, aunque carece de vida en comparación con un animal, está dotado de vida en comparación con otras entidades corporales. De hecho, como hemos comentado, en las plantas se observa una escala continua de ascenso hacia el animal."
Historia de los animales, 588b

Los elementos inferiores son inorgánicos y los superiores son orgánicos. Las plantas son las formas más bajas de vida en la escala. Los animales están por encima de las plantas, y el humanos es el ser vivo más superior a todos porque tienen la capacidad intelectual. La inteligencia se puede ver en varios grados en los animales, pero el ser humanos es el único con la capacidad de hacer filosofía. Aunque se podría clasificar a los humanos por cambios accidentales (raza, color, tamaño…) todos tienen forma humana.
Su sistema tenía once grados, ordenados según la potencialidad de cada ser, expresados en su forma al nacer. Los animales más altos dieron a luz a criaturas vivas y cálidas, los más bajos llevaban fríos, secos y en huevos gruesos. El sistema se basó en la interpretación de Aristóteles de los cuatro elementos en su Acerca de la generación y la corrupción: fuego (caliente y seco); aire (caliente y húmedo); agua (fría y húmeda); y la tierra (fría y seca). Estos están ordenados de lo más enérgico a lo menos, por lo que los jóvenes cálidos y húmedos criados en un útero con una placenta eran más altos en la escala que los huevos fríos, secos y casi minerales de las aves. Sin embargo, Aristóteles advierte que no todos encajan perfectamente en la escala. Aristóteles aplica esta escala en su embriología.

## Botánica

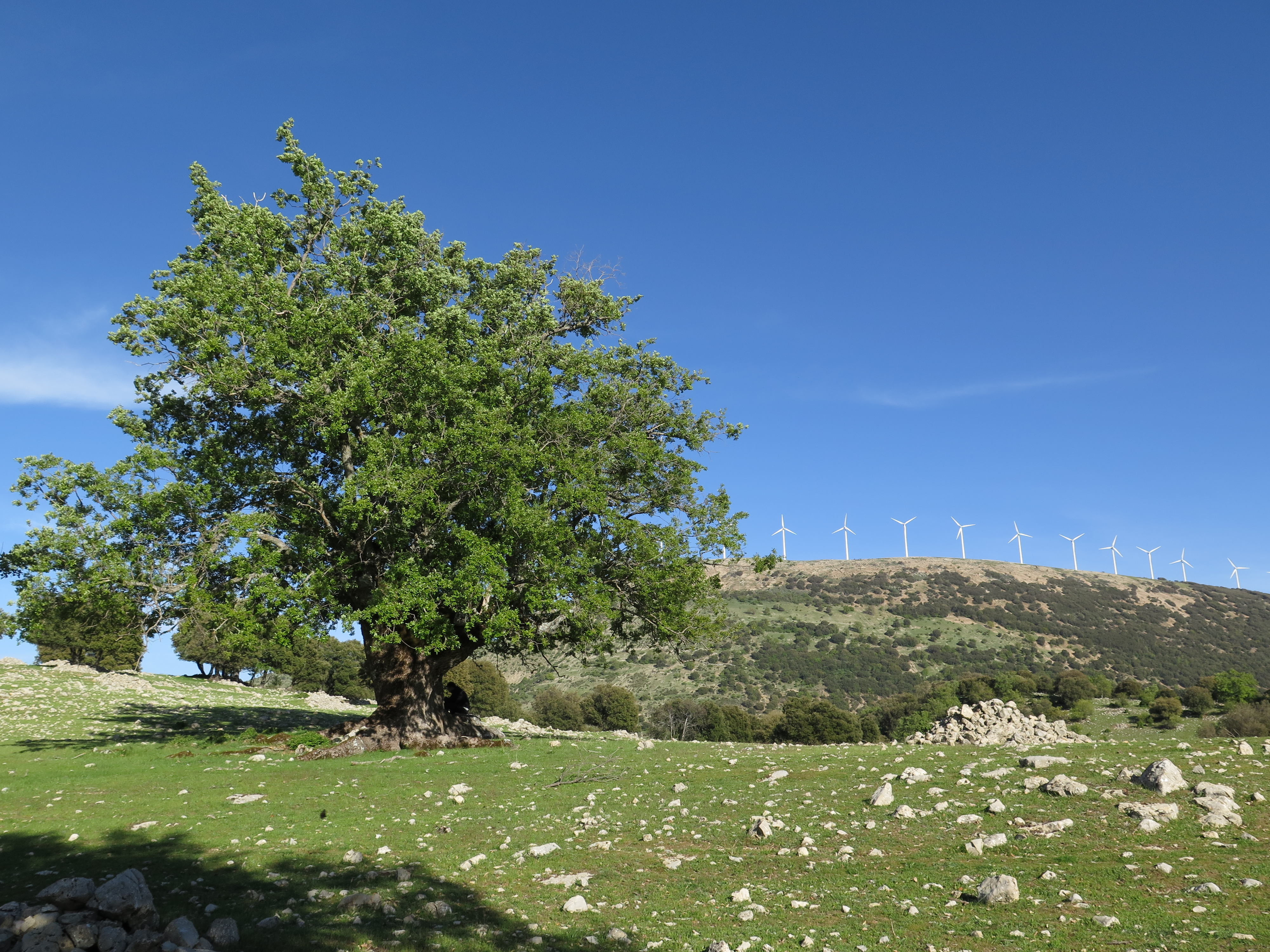
Aristóteles explicó la diferencias de tamaño de los árboles debido a las condiciones climáticas. Un árbol alto y robusto sería el mejor árbol de esa especie por cumplir su función.

Durante su estancia en Asos y Mitilene, hizo observaciones de campo con su redacción de nuevas obras biológicas. De todas las obras de Aristóteles, ninguna sobre botánica ha sobrevivido, aunque se cree que escribió dos. Una de ellas un tratado de botánica titulado Sobre las plantas (Peri phyton) y una colección de dibujos de platas titulado Planchas anatómicas (Anatomaí). Se conserva una obra titulada De las plantas en el corpus aristotélico, pero se le atribuye a Nicolás de Damasco. También en la obra Problemas se aborda en varias secciones el tema botánicos.
Aristóteles sistematizó el reino vegetal dividiéndolo en dos grandes grupos:
- Plantas con flores
- Plantas sin flores (estas serían: musgos, helechos, algas, líquenes, etc.)

El alumno y sucesor de Aristóteles en el Liceo, Teofrasto, escribió la Historia de las plantas, el primer libro clásico de botánica. Tiene una estructura aristotélica, pero en lugar de centrarse en causas formales, como lo hizo Aristóteles, Teofrasto describió cómo funcionaban las plantas. Donde Aristóteles se expandió en las grandes teorías, Teofrasto era silenciosamente empírico. Cuando Aristóteles insistido en que las especies tienen un lugar fijo en la naturae Scala, Teofrasto sugiere que un tipo de planta puede transformarse en otro, como cuando un campo sembrado de trigo vueltas a la maleza cizaña.

## Zoología

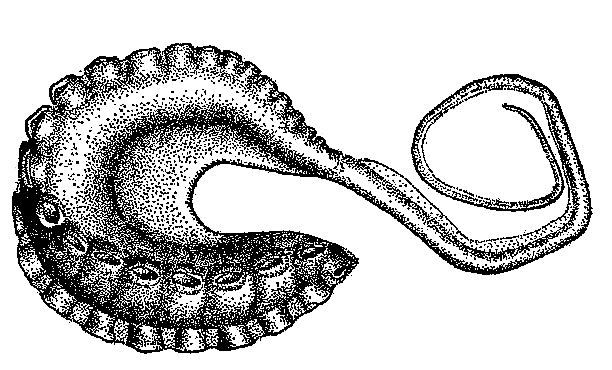
Entre sus observaciones, Aristóteles describió el hectocotilo reproductivo del pulpo.

Los comienzos de la zoología deben buscarse en la obra aristotélica, concretamente en los estudios sobre la generación y la anatomía de los animales, si bien con anterioridad ya habían existido estudiosos hindúes que influyeron poco o nada en la ciencia griega occidental. En Las partes de los animales, analiza los tejidos y órganos de éstos. Aristóteles realizó observaciones de verdadero rigor científico acerca de la reproducción de los animales, y en anatomía sentó las bases del conocimiento sistemático del reino animal. También escribió un libro recopilatorio acerca de leyendas sobre animales titulado Sobre los animales fábulas, el cual se ha perdido.
Los datos zoológicos recogidos por Aristóteles proceden de tres fuentes: lecturas de libros (tratados hipocráticos, presocráticos, homéricos, platónicos y de Heródoto), testimonio de expertos (médicos, pescadores, ganaderos, etc.) y sus propias observaciones (diseccionado animales). El mismo Charles Darwin remarcó que sus "dos dioses", Linneo y Cuvier, eran "simples niños" comparados con el viejo Aristóteles.

### Clasificación

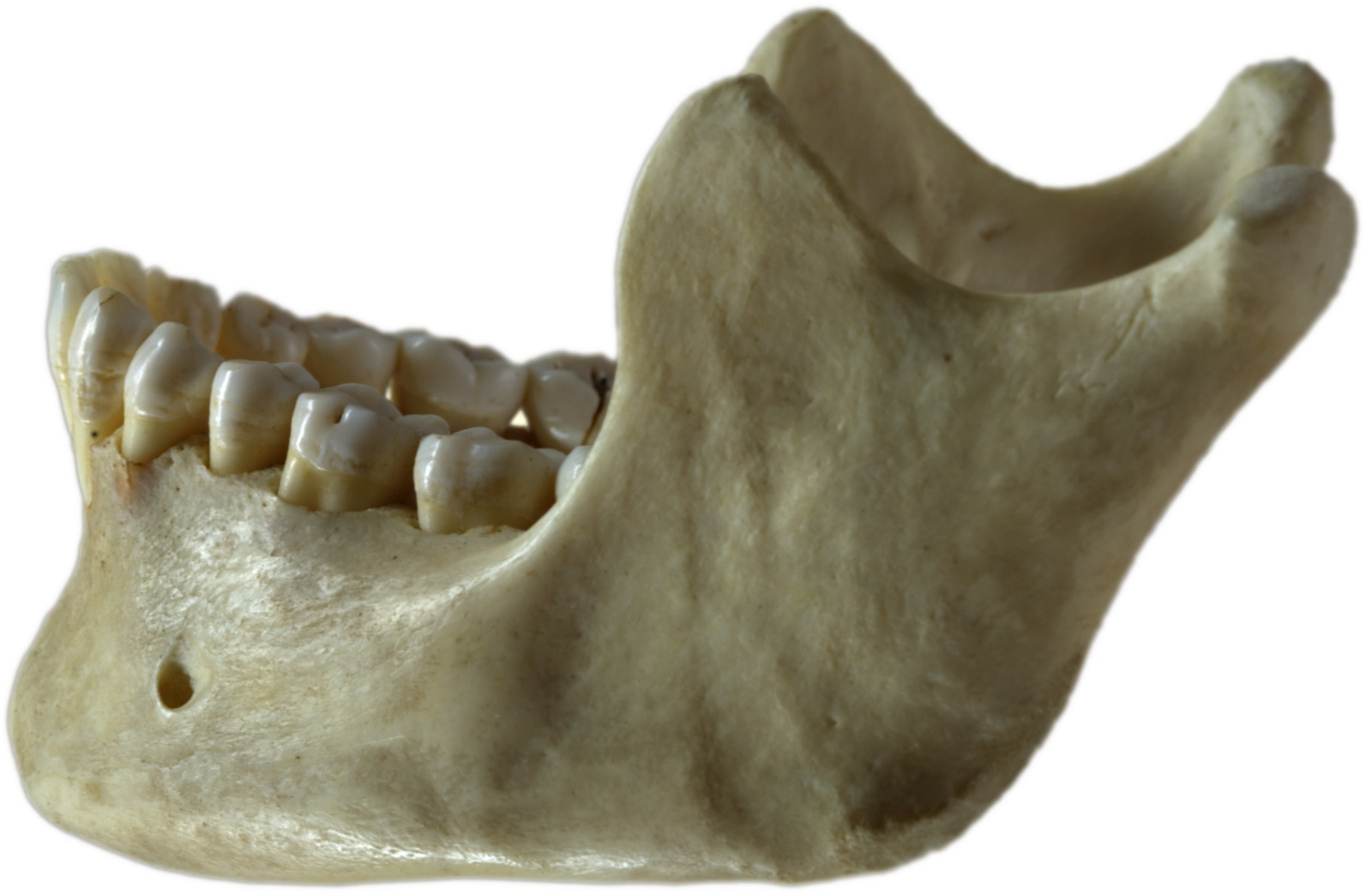
Algunas descripciones taxonómicas de Aristóteles, como que todos los machos poseen más dientes que las hembras, son erróneas.

Aristóteles criticó el método de la clasificación por división (diáiresis) de Platón y de algunos de sus estudiantes que "intentan comprender lo particular dividiendo el tipo en dos diferencias". Señaló que las clases producidas por divisiones dicótomas frecuentemente se superponían. Si los animales se dividieran en gregarios y solitarios, el hombre estaría en ambas categorías, y un individuo podría cambiar de uno a otro.
Aristóteles llegó a clasificar hasta un total de 508 especies de animales: 91 mamíferos, 178 aves, 18 reptiles y anfibios, 107 de peces, 8 cefalópodos, 17 crustáceos, 26 moluscos y 67 insectos y relacionados. Aristóteles observó cómo las especies se adaptan a sus entornos, pero criticó la teoría evolutiva materialista de Empédocles, en la que accidentes azarosos pudieran conducir a resultados ordenados. Aristóteles no era un creacionista como Platón, sino un "eternalista". Creía que las causas finales intencionadas guiaban todos los procesos naturales; esta visión teleológica justificó sus datos observados como una expresión de causa y diseño formal. Desde Aristóteles, las especies han sido ejemplos paradigmáticos de tipos naturales con esencias. Dios creó especies y una esencia eterna para cada especie. Sin embargo, parece que Aristóteles nunca argumentó que las especies no puedan cambiar o extinguirse. Tampoco mencionó la existencia de los fósiles, pese a que los antiguos ya habían hablado de "peces de piedra" en la cima de montañas o almejas en medio de los desiertos.

#### Taxonomía
Aristóteles diferenció dos grandes grupos:
1. Enaima: Son los animales con sangre, que se aproxima a los vertebrados. Los animales sanguíneos asimilan los alimentos convirtiéndolos en sangre, que luego va produciendo otros componentes del cuerpo, como grasa, tuétano o semen.
2. Anaima: Son los animales sin sangre, que se aproxima a los invertebrados;

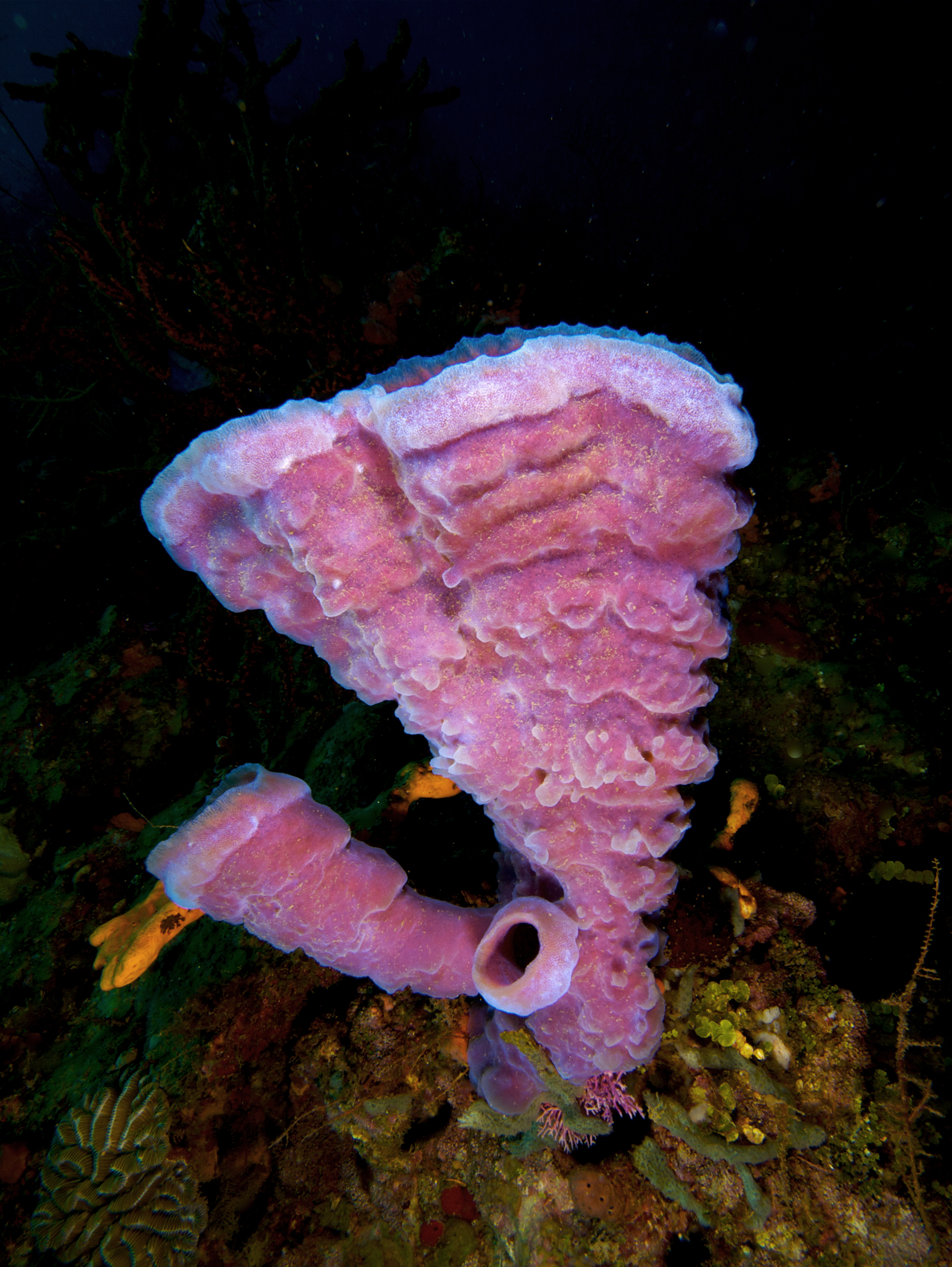
Aristóteles clasificó a las esponjas como animales con forma de planta, ya que poseen sensibilidad contráctil.

Aristóteles llamó a estos grupos «géneros máximos», sus divisiones se llamaban géneros «genos », los cuales se dividían a su vez en especies «eidos» y a su vez en «diafora». Aparte de estos grupos también se encuentran dos características: las propiedades y los accidentes. Ejemplificados con el hombre: Es un animal (genos) humano (eidos) racional (diafora) que es capaz de leer (propiedad) y puede ser alto o bajo (accidente). También distinguió animales según su reproducción (vivíparos, vermíparos y ovíparos con huevos perfectos e imperfectos) y anatomía (bípedos, cuadrúpedos, alados, etc.).
| Enaima                         | Enaima                                                                          | Enaima |
| ------------------------------ | ------------------------------------------------------------------------------- | --- |
| Vivíparos                      |                                                                                 | 1- Bípedos vivíparos (ser humano).                                                                                       |
| Vivíparos                      | 2- Cuadrúpedos peludos (mamíferos terrestres).                                  | |
| Vivíparos                      | 3- Cetáceos (mamíferos marinos).                                                | |
| Ovíparos de huevos perfectos   |                                                                                 | 4- Aves (ocho especies; divide según extremidades o según alimentación).                                                 |
| Ovíparos de huevos perfectos   | 5- Cuadrúpedos ovíparos (escamosos -reptiles- y ápodos -anfibios-).             | |
| Ovíparos de huevos perfectos   | 6- Peces.                                                                       | |
| Anaima                         |                                                                                 | |
| Ovíparos de huevos imperfectos |                                                                                 | 7- Malacodermos, que correspondían únicamente a los actuales cefalópodos.                                                |
| Ovíparos de huevos imperfectos | 8- Malacostráceos, que comprendían la mayor parte de los crustáceos superiores. | |
| Vermíparos                     |                                                                                 | 9- Insectos. |
| Generación espontánea          |                                                                                 | 10- Ostracodermos, que reunían todos los animales provistos de caparazón como bivalvos, gasterópodos, equinodermos, etc. |
| Generación espontánea          | 11- Zoófitos, que incluyen los gusanos y artrópodos.                            | |

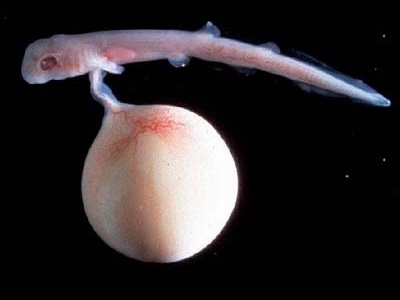
Aristóteles registró que el embrión de un mustelus canis estaba unido por un cordón a una especie de placenta (el saco vitelino).

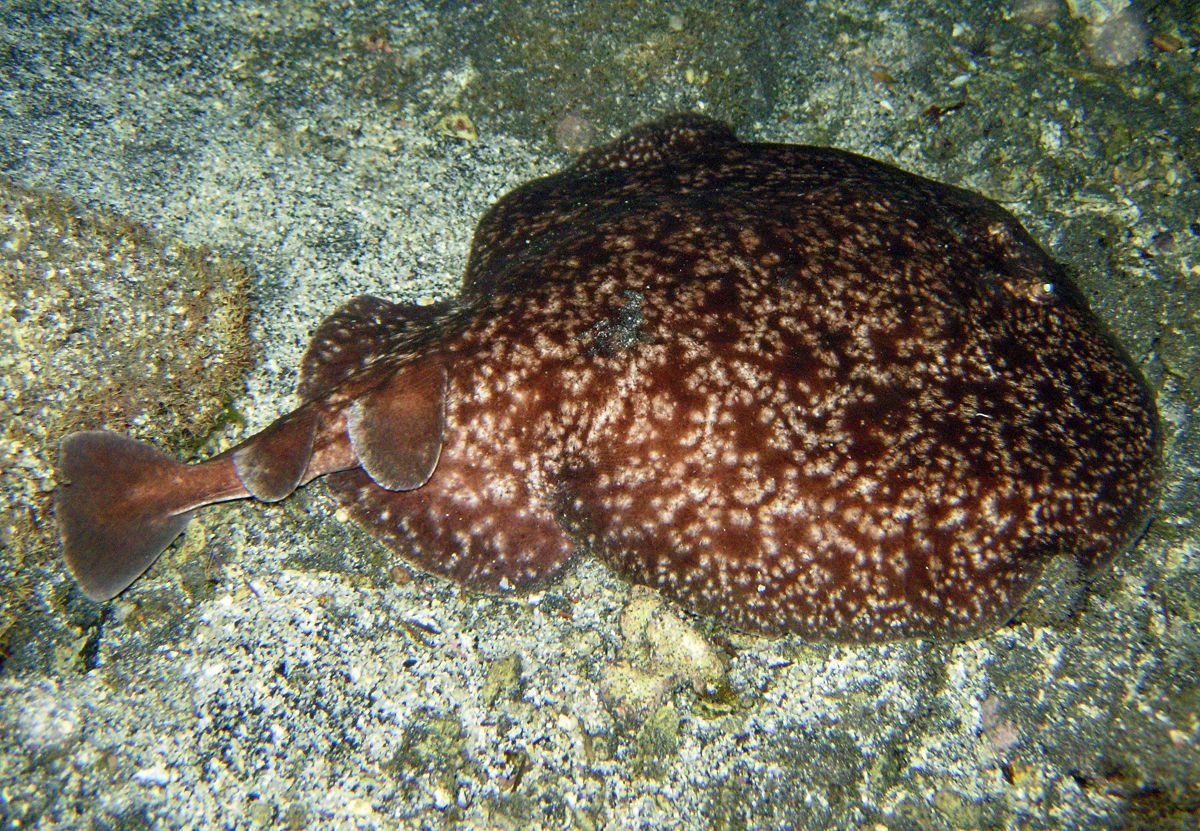
Aristóteles habló acerca de los rayos eléctricos de la raya torpedo.

Esta clasificación se mantuvo vigente durante la Edad Media y el Renacimiento, hasta Carlos Linneo en el siglo XVIII. A lo largo de sus obras biológicas, Aristóteles usa otros criterios clasificatorios en función de las conveniencias, como: terrestres, acuáticos, voladores y estáticos; en multíparos, paucíparos y uníparos; en sociales, solitarios, salvajes y domesticados.
No obstante, Aristóteles observó varias excepciones en su clasificación como tiburones que tenían una placenta como los tetrápodos (Mustelus). Para un biólogo moderno, la explicación es una evolución convergente. También clasificó a los animales sin sangre, sin concha y sin patas como animales de generación espontánea y algunos miembros de las clases 6-9. Entre ellos están: la esponja, la ortiga de mar, o la anémona de mar. Aristóteles clasificó a las esponjas como animales con forma de planta, ya que poseen sensibilidad contráctil y lo demuestra argumentando que cuando se la quiere arrancar, es consciente de ello y se contrae. Esta visión, de que las esponjas son animales en vez de plantas, no se retomará hasta el siglo XVIII. El estudio de la embriología de los peces tampoco se retomará hasta el siglo XIX.

## Procesos biológicos

### Metabolismo
Entre los filósofos griegos antiguos, Aristóteles creía que el corazón es el principal órgano que produce las sensaciones, como el dolor y el placer, en lugar del cerebro, que lo consideraba como un órgano refrigerante. Esto se debe a que todos los animales con sangre y corazón tienen estas capacidades. El corazón produce sangre con productos alimenticios, liberando fuego durante el metabolismo en forma de calor, lo que eleva la temperatura de la sangre, aumente el volumen pulmonar y el flujo de aire en la boca. El aire frío que entra por la boca reduce la temperatura. La comida se mezcla en sangre y se convierte en tejidos como huesos, dientes, cartílagos y tendones. La sangre sobrante se convierte en grasa. Parte de la grasa de todo el cuerpo se convierte en semen. Los desechos se excretan como orina, bilis y heces.
Después del corazón, el cerebro era el segundo órgano más importante del cuerpo. Observó el tamaño del órgano humano, escribiendo que "de todos los animales, el hombre tiene el cerebro más grande en proporción a su tamaño". En Las partes de los animales señaló que el cerebro y tamaño craneal del varón era mucho más grande que el de la mujer. Aunque Aristóteles sostenía la superioridad intelectual del hombre frente a la mujer, no usó esta observación como argumento, ya que su función, según Aristóteles, era enfriar el calor que produce el corazón. También afirmó que las hembras tenían la piel más pálida, huesos más débiles y menos dientes.

### Embriogénesis

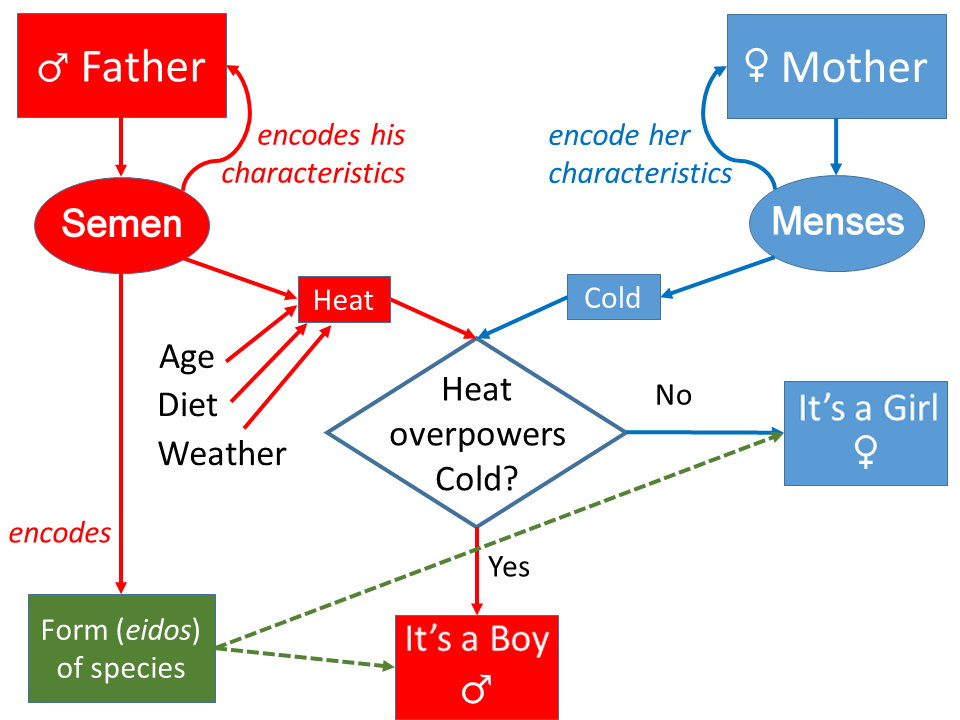
Diagrama de la herencia de Aristóteles.

El filósofo Empédocles sostuvo que el resultado de la acción del azar producía una complejidad creciente producía seres vivos. Por otra parte, Demócrito había afirmado que todo fenómeno era consecuencia de la necesidad derivada del movimiento de los átomos. Aristóteles se inclina por una posición intermedia. La generación de la vida se produce de dos maneras: una ordenada teleológicamente, que es la reproducción sexual, y otra azarosa, que es la generación espontánea. En Generación de los animales, Aristóteles analiza las formas de reproducción y órganos reproductivos de los animales, además de estudiar el desarrollo embrionario. Kate Campbell Hurd-Mead sugiere que su esposa Pitias colaboró en su estudio de embriología.
El modelo de la embriogénesis de Aristóteles buscó explicar cómo las características hereditarias de los padres causan la formación y el desarrollo de un embrión. Primero, el semen del padre cuaja la menstruación de la madre, que Aristóteles compara con la forma en que el cuajo (una enzima del estómago de una vaca) cuaja la leche en la elaboración del queso. Esto forma el embrión; luego se desarrolla por la acción del pneuma (literalmente, respiración o espíritu) en el semen. El padre trasmitía su herencia (la causa formal o eidos de la especie) y la madre solo proporciona calor y alimento en su seno.

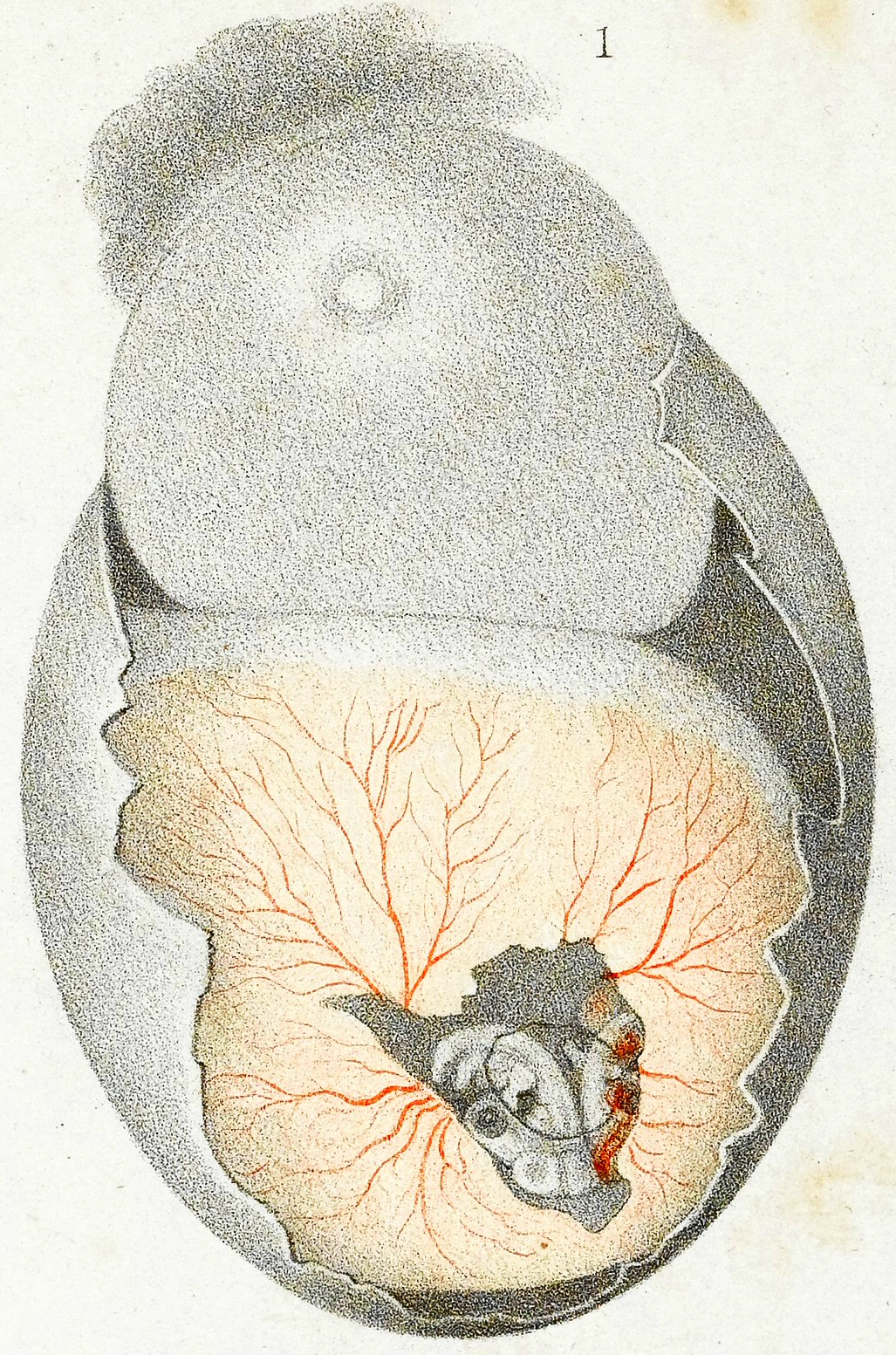
Aristóteles observó que el corazón es el primer órgano visto como activo (latiendo) en un huevo de gallina.

Aristóteles define el grado de "vitalidad" en varias etapas del desarrollo embriológico. Explica el desarrollo del embrión basado en parte en observaciones de huevos de gallina: El pneuma primero hace aparecer el corazón; esto es vital, ya que el corazón nutre a todos los demás órganos. El pneuma entonces hace que los otros órganos se desarrollen, primero las partes internas y finalmente las partes externas, las cuales se forman de las partes internas. Teorizó que primero el alma vegetativa ingresa al feto, luego el alma animal, y finalmente el alma humana, alrededor de cuarenta días para los machos y ochenta días para las hembras.
El sexo del bebé puede verse influenciado por factores que afectan la temperatura, incluido el clima, la dirección del viento, la dieta y la edad del padre. Las características distintas del sexo también dependen de si el semen supera la menstruación, de modo que si un hombre tiene un semen fuerte, tendrá hijos que se le parecen, mientras que si el semen es débil, tendrá hijas que se parecerán a su madre. En Generación de los animales, sostiene que "la hembra es como un macho deforme" (peperomenon).
Aristóteles también escribió acerca de la gestación, la lactancia, el parto, la ligadura del cordón umbilical y del aborto. Argumentó que la línea entre el aborto legal y el ilegal estará marcada por el hecho de tener sensación y estar vivo, además del control eugenésico a las familias de parte del Estado, argumentando a favor del aborto en casos de sobrepoblación.
Muchos teólogos católicos aceptarán la herencia aristotélica de diferente manera; entre ellos Tertuliano, Orígenes, Agustín de Hipona y Tomás de Aquino. El énfasis que Aristóteles pone en el desarrollo ordenado de las partes del embrión es un precursor de los procesos propuestos por dos científicos posteriores: Las leyes de embriología propuestas por Karl Ernst von Baer y La teoría de la recapitulación de Ernst Haeckel. En sus escritos sobre embriología, expone las conclusiones de sus trabajos:
1. El desarrollo del embrión está guiado por pautas internas, no por agentes externos.
2. A partir de un mínimo cambio inicial se produce se genera una larga serie de cambios.
3. La materia inicial del embrión no es amorfa, sino que se compone de un conjunto de partes, cada una con sus propias potencialidades.
4. La embriogénesis es una secuencia ordenada y continua de cambios, no un conjunto de alteraciones singulares.

### Generación espontánea

Esquema de la percepción y memoria de Aristóteles.

### Teoría de la visión
Aristóteles creía que la luz era una especie de "disturbio en el aire". No viaja o se mueve, sino es una presencia que inunda el espacio. Según la teoría aristotélica de la visión, las sensaciones se realiza a través de un medio, por ejemplo el aire o el agua. Estos son transparentes, en cuanto posibilidad o potencia. La actualización de la transparencia es la luz; ésta es, por tanto, un estado de lo transparente como tal en vez de un movimiento, y su aparición es instantánea.
El color "es un agente capaz de poner en movimiento a lo transparente en acto" y este actúa sobre el ojo. Aristóteles propuso una teoría de siete colores que encuentra su apoyo en las siete notas musicales: Blanco, amarillo, rojo, violeta, verde, azul y negro. Según su grado de transparencia, el blanco es la máxima transparencia y el negro lo opuesto. El resto de los colores se producen en variedad de proporciones de estos dos.
Según Aristóteles, existe un procedimiento causal desde el objeto al órgano. Este proceso, transmite la cualidad del objeto de cada sentido según su medio, y finalmente al alma. Cuando el color alcanza los ojos, envían la información a través de los vasos sanguíneos al corazón, que tiene la misión de distinguir entre todas las señales que le llegan.
Aristóteles describió experimentos ópticos utilizando una cámara oscura en su obra Problemas. Consistía en una cámara con una pequeña abertura que dejaba entrar la luz. Con ella, vio que independientemente de la forma que hiciera el agujero, la imagen del sol siempre se mantuvo circular. También señaló que al aumentar la distancia entre la apertura y la superficie de la imagen, la imagen aumentaba. También mencionó en sus escritos los defectos típicos de la visión, debidos a defectos del cristalino, la miopía y la hipermetropía.

### Memoria
En su obra Acerca del alma, Aristóteles aborda el tema de la memoria señalando que los recuerdos de uno son impresiones pero no registros confiables de lo que realmente sucedió. La memoria es pues la capacidad de mantener una experiencia percibida en la mente y distinguir entre la "apariencia" interna y una ocurrencia en el pasado. En otras palabras, un recuerdo es una imagen mental que se puede recuperar. Aristóteles creía que quedaba una impresión en un órgano corporal semifluido que sufre varios cambios para crear un recuerdo. Un recuerdo se produce cuando estímulos como las imágenes o los sonidos son tan complejos que el sistema nervioso no puede recibir todas las impresiones a la vez. Estos cambios son los mismos que los involucrados en las operaciones de la sensación, el "sentido común" aristotélico y el pensamiento.
Aristóteles usa el término "memoria" para la retención real de una experiencia en la impresión que puede desarrollarse a partir de la sensación, y para la ansiedad intelectual que viene con la impresión porque se forma en un momento particular y procesa contenidos específicos. La memoria es del pasado, la predicción es del futuro y la sensación es del presente. La recuperación de impresiones no se puede realizar de repente. Se necesita un canal de transición y se encuentra en nuestras experiencias pasadas, tanto para nuestra experiencia previa como para nuestra experiencia actual.
Debido a que Aristóteles cree que las personas reciben todo tipo de percepciones sensoriales y las perciben como impresiones, las personas continuamente tejen nuevas impresiones de experiencias. Para buscar estas impresiones, las personas buscan en la memoria misma. Dentro de la memoria, si se ofrece una experiencia en lugar de una memoria específica, esa persona rechazará esta experiencia hasta que encuentre lo que está buscando. El recuerdo ocurre cuando una experiencia recuperada sigue naturalmente a otra. Si se necesita la cadena de "imágenes", una memoria estimulará la siguiente. Cuando las personas recuerdan experiencias, estimulan ciertas experiencias previas hasta que alcanzan la que se necesita. Recordar es, por lo tanto, la actividad autodirigida de recuperar la información almacenada en una impresión de memoria. Solo los humanos pueden recordar impresiones de actividad intelectual, como números y palabras. Los animales que tienen percepción del tiempo pueden recuperar recuerdos de sus observaciones pasadas. Recordar implica solo la percepción de las cosas recordadas y del tiempo transcurrido.
Aristóteles creía que la cadena de pensamiento, que termina en el recuerdo de ciertas impresiones, estaba conectada sistemáticamente en relaciones como similitud, contraste y contigüidad, descritas en sus leyes de asociación. Aristóteles creía que las experiencias pasadas están ocultas dentro de la mente. Una fuerza opera para despertar el material oculto para que aparezca la experiencia real. Según Aristóteles, la asociación es el poder innato en un estado mental, que opera sobre los restos no expresados de experiencias anteriores, lo que les permite surgir y ser recordados. Las personas escogen y eligen lo que recordarán y cómo lo recordarán, basándose en la narrativa emocional que se cuentan a sí mismos y a los demás. Este concepto ha sido explorado desde Freud y Jung a mediados del siglo XX.

## Método científico

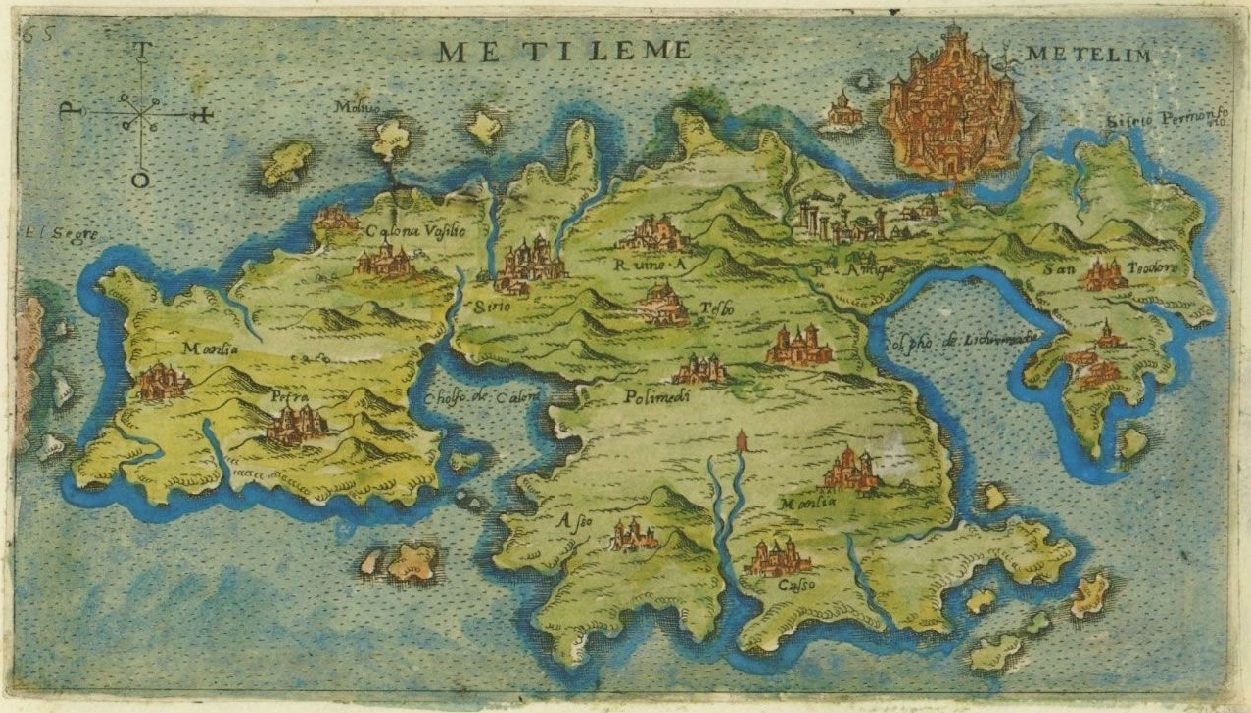
Mapa de Lesbos por Giacomo Franco (1597). La laguna cerca de Kalloni (etiquetada como "Calona") donde Aristóteles estudió zoología marina está en el centro de la isla.

Aristóteles ha sido llamado acientífico por los filósofos desde Francis Bacon en adelante por al menos dos razones: su estilo científico, y su uso de la explicación. Sus explicaciones, a su vez, se vuelven crípticas por su complicado sistema de causas. Sin embargo, estos cargos deben considerarse a la luz de lo que se conocía en su propio tiempo. Su recopilación sistemática de datos también se ve oscurecida por la falta de métodos modernos de presentación, como tablas de datos: por ejemplo, toda la Historia de los animales. El libro VI se retoma con una lista de observaciones de las historias de vida de las aves que "ahora se resumirían en una sola tabla en Nature".
Aristóteles no hizo experimentos en el sentido moderno. Usó el término griego antiguo pepeiramenoi para referirse a observaciones, o en la mayoría de los procedimientos de investigación como la disección. En cambio, practicó un estilo de ciencia diferente: recopilar datos sistemáticamente, descubrir patrones comunes a grupos enteros de animales e inferir posibles explicaciones causales a partir de ellos. Este estilo es común en la biología moderna cuando grandes cantidades de datos están disponibles en un nuevo campo, como la genómica. No resulta en la misma certeza que la ciencia experimental, pero plantea hipótesis comprobables y construye una explicación narrativa de lo observado. En este sentido, la biología de Aristóteles es científica.
A partir de los datos que recopiló y documentó, Aristóteles infirió una serie de reglas que relacionan las características del ciclo de vida de los tetrápodos (mamíferos placentarios terrestres) portadores de vida que estudió. Entre estas predicciones correctas se encuentran las siguientes. El tamaño de la cría disminuye con la masa corporal (del adulto), por lo que un elefante tiene menos crías (generalmente solo una) por cría que un ratón. La esperanza de vida aumenta con el período de gestación y también con la masa corporal, de modo que los elefantes viven más que los ratones, tienen un período de gestación más largo y son más pesados. Como ejemplo final, la fecundidad disminuye con la esperanza de vida, por lo que los tipos de vida larga como los elefantes tienen menos crías en total que los tipos de vida corta como los ratones.

### Observaciones empíricas

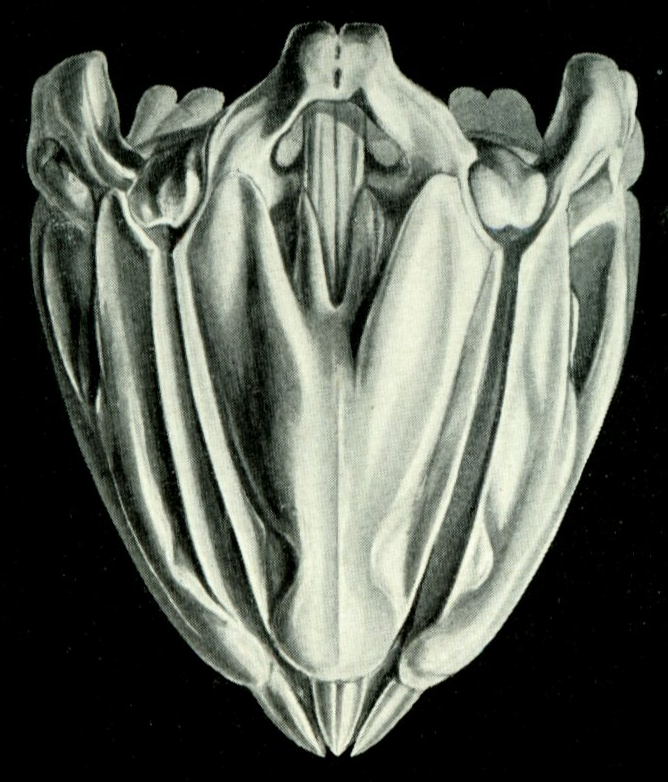
Dibujo de Ernst Haeckel de una linterna de Aristóteles de (Sphaerechinus granularis).

Aristóteles fue la primera persona en estudiar biología de forma sistemática. Pasó dos años observando y describiendo la zoología de Lesbos y los mares circundantes, incluida en particular el lago de Pirra en el centro de Lesbos. Sus datos se recopilan a partir de sus propias observaciones, declaraciones dadas por personas con conocimientos especializados, como apicultores y pescadores, y relatos menos precisos proporcionados por viajeros del extranjero.
Se detallan sus observaciones sobre el bagre, el pez eléctrico (Torpedo) y el rape, así como sus escritos sobre cefalópodos, incluidos el pulpo, la sepia y el nautilo. Su afirmación de que el pulpo tenía un brazo de hectocótilo que quizás se usaba en la reproducción sexual fue ampliamente descreída, hasta su redescubrimiento en el siglo XIX. Separó los mamíferos acuáticos de los peces, y supo que los tiburones y las rayas eran parte del grupo al que llamó Selachē (aproximadamente, los selacimorfos en zoología moderna). Otras de sus decripciones fue el órgano masticador de los erizos de mar que comparó con una "linterna".
Entre muchas otras cosas, dio descripciones precisas de los estómagos de cuatro cámaras de los rumiantes y del desarrollo embriológico ovovivíparo del cazón. Sus relatos de unos 35 animales son lo suficientemente detallados como para convencer a los biólogos de que diseccionó esas especies, hecho viviseccionó algunas; menciona la anatomía interna de aproximadamente 110 animales en total.

## Influencias

### Antigüedad

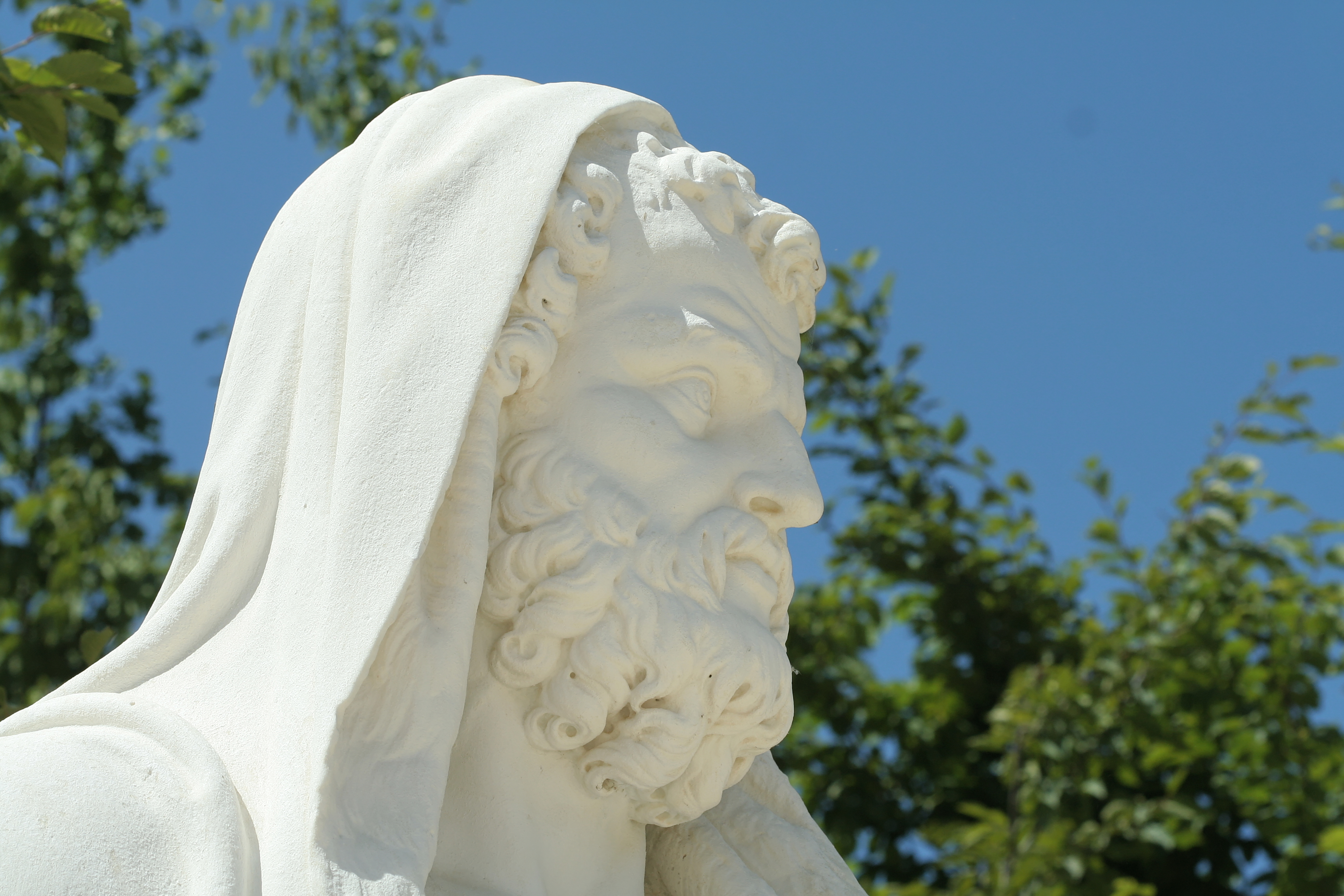
Estatua de Teofrasto en los Jardines de Versalles.

El alumno y sucesor de Aristóteles en el Liceo, Teofrasto, escribió la Historia de las plantas, el primer libro clásico de botánica. Tiene una estructura aristotélica, pero en lugar de centrarse en causas formales, como lo hizo Aristóteles, Teofrasto describió cómo funcionaban las plantas. Donde Aristóteles se expandió en las grandes teorías, Teofrasto era silenciosamente empírico. Cuando Aristóteles insistido en que las especies tienen un lugar fijo, Teofrasto sugiere que un tipo de planta puede transformarse en otro, como cuando un campo sembrado de trigo vueltas a la maleza cizaña.
Después de Teofrasto, aunque el interés en las ideas de Aristóteles sobrevivió, generalmente fueron tomadas sin cuestionamientos. No es hasta la edad de Alejandría bajo los Ptolomeos que los avances en biología se reanudaron. El primer profesor de medicina en Alejandría, Herófilo de Calcedonia, corrigió a Aristóteles, colocando inteligencia en el cerebro y conectó el sistema nervioso al movimiento y la sensación. Herófilo también distinguió entre venas y arterias, señalando que este último pulsa mientras que el primero no.

### Zoología islámica

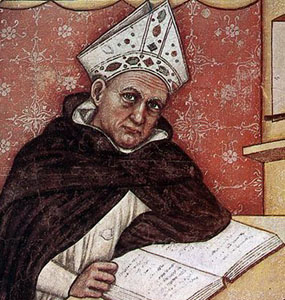
Alberto Magno comentó sobre la zoología de Aristóteles extensamente, agregando más información.

Muchas obras clásicas, incluidas las de Aristóteles, se transmitieron del griego al siríaco, luego al árabe y luego al latín en la Edad Media. Aristóteles siguió siendo la principal autoridad en biología durante los siguientes dos mil años. El Kitāb al-Hayawān es una traducción árabe del siglo IX de Historia de los animales, Las partes de los animales y Generación de los animales. 
El libro fue mencionado por Al-Kindī y comentado por Avicena en su Kitāb al-Šifā (El libro de la curación). Avempace y Averroes comentaron sobre Las partes de los animales y Generación de los animales.

### Ciencia medieval
Cuando el rey cristiano Alfonso VI de Castilla retomó el reino de Toledo en 1085, una traducción al árabe de las obras de Aristóteles, con comentarios de Avicena y Averroes, surgió en la erudición medieval europea. Miguel Escoto tradujo gran parte de la biología de Aristóteles al latín junto con muchos de los comentarios de Averroes. Alberto Magno comentó extensamente sobre Aristóteles, pero agregó sus propias observaciones zoológicas y una enciclopedia de animales basada en Tomás de Cantimpré. Más tarde en el siglo XIII, Tomás de Aquino fusionó la metafísica de Aristóteles con la teología cristiana. Mientras que Alberto había tratado la biología de Aristóteles como ciencia, escribir ese experimento era la única guía segura y unirse a los tipos de observación que Aristóteles había hecho, Aquino vio a Aristóteles puramente como teoría, y el pensamiento aristotélico se asoció con la escolástica. El plan de estudios de filosofía natural escolástica omitió la mayor parte de la biología de Aristóteles, pero incluyó Acerca del alma.

### Ciencia renacentista

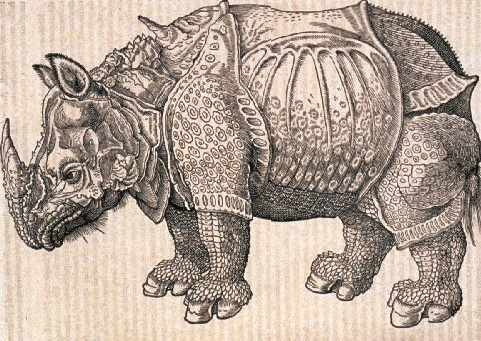
El Rinoceronte de Alberto Durero en la Historia Animalium de Gessner.

Los zoólogos del Renacimiento hicieron uso de la zoología de Aristóteles de dos maneras. Especialmente en Italia, académicos como Pietro Pomponazzi y Agostino Nifo dieron conferencias y escribieron comentarios sobre Aristóteles. En otros lugares, los autores utilizaron Aristóteles como una de sus fuentes, junto con las observaciones propias y de sus compañeros para crear nuevas enciclopedias, como la Historia Animalium de Konrad Gessner.
En el período moderno temprano, Aristóteles llegó a representar todo lo que era obsoleto, escolástico e incorrecto, no ayudado por su asociación con la teología medieval. En 1632, Galileo representó al aristotelismo en su Diálogo sopra i due massimi sistemi del mondo (Diálogo sobre los dos máximos sistemas del mundo) bajo el hombre Simplicio ("Simpleton"). Ese mismo año, William Harvey demostró que Aristóteles estaba equivocado al demostrar que circula sangre. Aristóteles todavía representaba el enemigo de la verdadera ciencia en el siglo XX.

### Renacimiento delsigloXIX
Zoólogos que trabajan en el siglo XIX, incluyendo Georges Cuvier, Johannes Peter Müller, y Louis Agassiz admiraban la biología de Aristóteles e investigaron algunas de sus observaciones. D'Arcy Thompson tradujo Historia de los animales en 1910, haciendo un intento informado de un zoólogo de educación clásica para identificar a los animales que Aristóteles nombra e interpretar y diagramar sus descripciones anatómicas.
Darwin citó un pasaje de Física, II, 8 de Aristóteles en El origen de las especies, que considera la posibilidad de un proceso de selección siguiendo la combinación aleatoria de partes del cuerpo. Sin embargo, Aristóteles inmediatamente rechazó la posibilidad, y en cualquier caso estaba discutiendo sobre la ontogenia, el surgimiento de un individuo de Empédocles a partir de componentes, no de filogenia y selección natural.

### Interés en los siglosXXyXXI

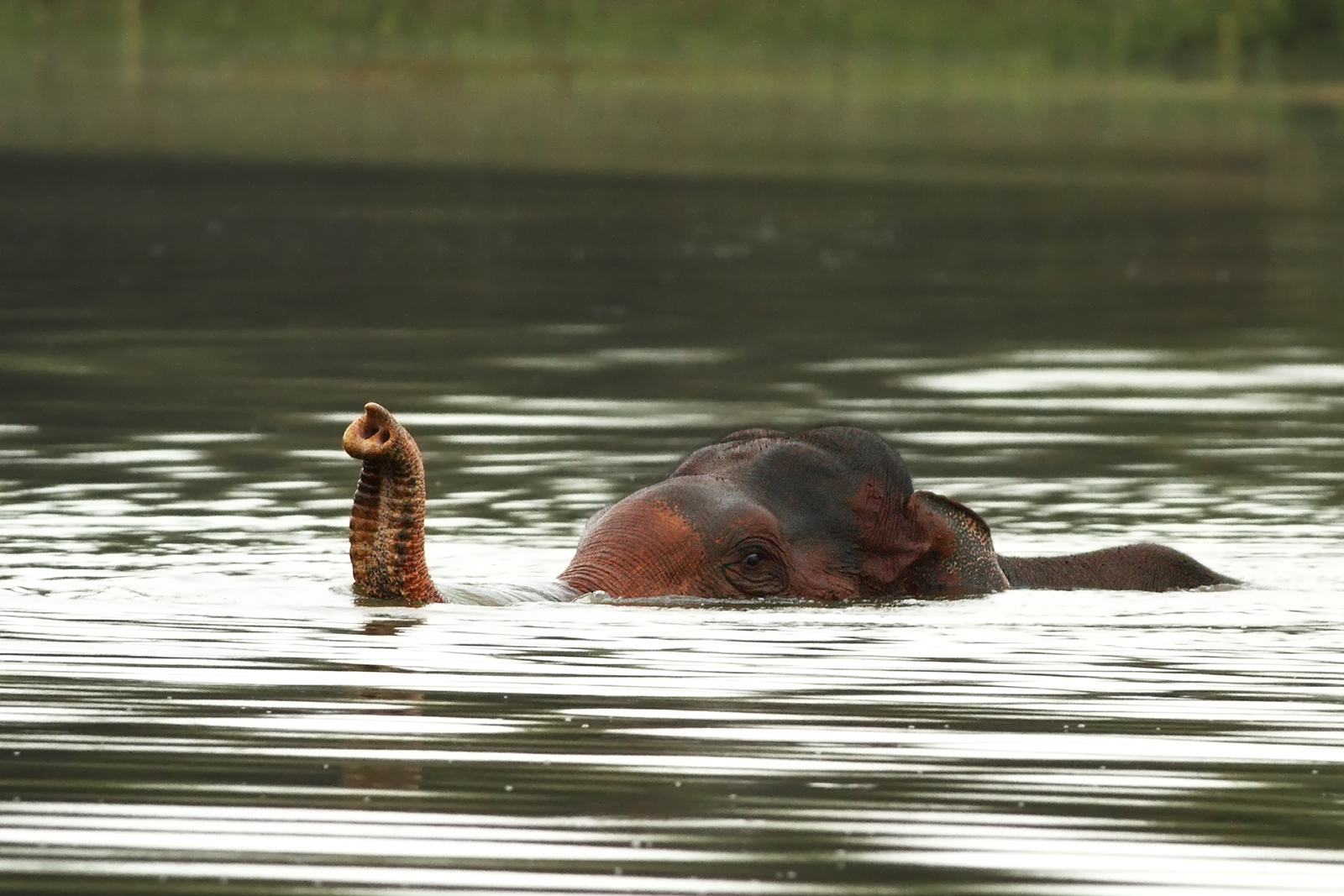
Elefante nadando usando su trompa como un esnórquel de buceo, como dijo Aristóteles

Los zoólogos se han burlado con frecuencia de Aristóteles por errores e informes de segunda mano no verificados. Sin embargo, la observación moderna ha confirmado una tras otra de sus afirmaciones más sorprendentes, incluyendo el camuflaje activo del pulpo  y la capacidad de los elefantes para bucear con sus trompas mientras nadan.
Aristóteles sigue siendo en gran parte desconocido para los científicos modernos, aunque es probable que los zoólogos lo mencionen como "el padre de la biología";  la MarineBio Conservation Society señala que identificó "crustáceos, equinodermos, moluscos y peces", que los cetáceos son mamíferos y que los vertebrados marinos pueden ser ovíparos o vivíparos, por lo que a menudo se lo conoce como el "padre de la biología marina".  El zoólogo evolucionista Armand Leroi se ha interesado en la biología de Aristóteles.

## Obras biológicas de Aristóteles
- Historia de los animales
- Generación de los animales
- Las partes de los animales
- Acerca del alma
- Parva Naturalia